# Real Museo de la Armada de Noruega
El Real Museo de la Armada de Noruega (en noruego, Marinemuseet) es el museo naval de la Armada Real de Noruega, ubicado en Horten, en la que fue la principal base naval noruega Karljohansvern. El objetivo del museo es conservar y difundir el patrimonio histórico y cultural de la armada noruega, con énfasis en la importancia de su desarrollo en la historia de Noruega, 
El museo, fundado en 1853, es considerado el primer museo naval del mundo ya que constituía la primera colección de artefactos e historia naval abierta al público.
Partes del museo fueron destruidas durante una operación aliada en la última recta de la Segunda Guerra Mundial, en el bombardeo de Horten en febrero de 1945.

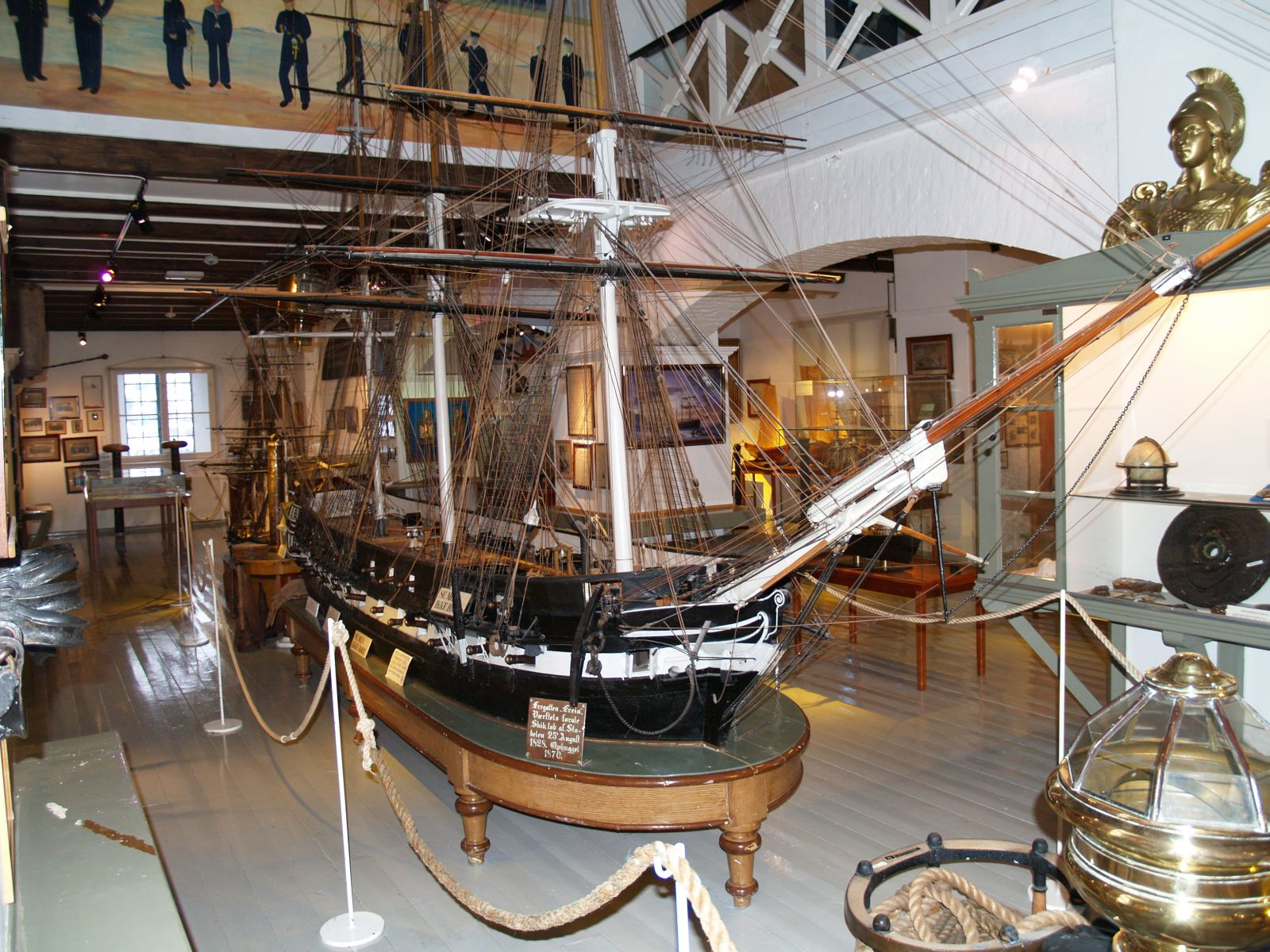
Sección del museo de Horten, con un modelo de la fragata Freia.

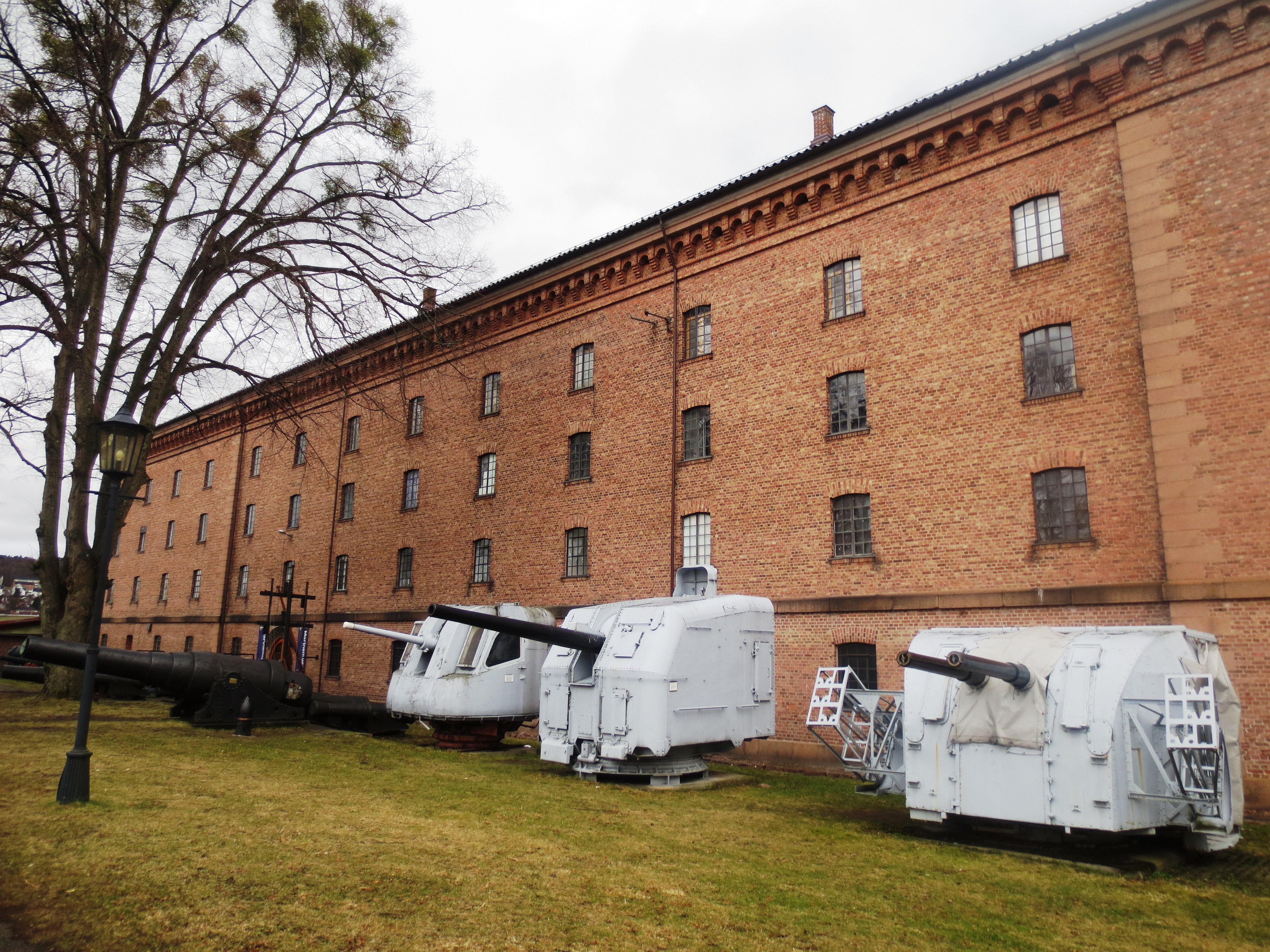
Cañones de distintos modelos de buques de guerra en el patio del museo.

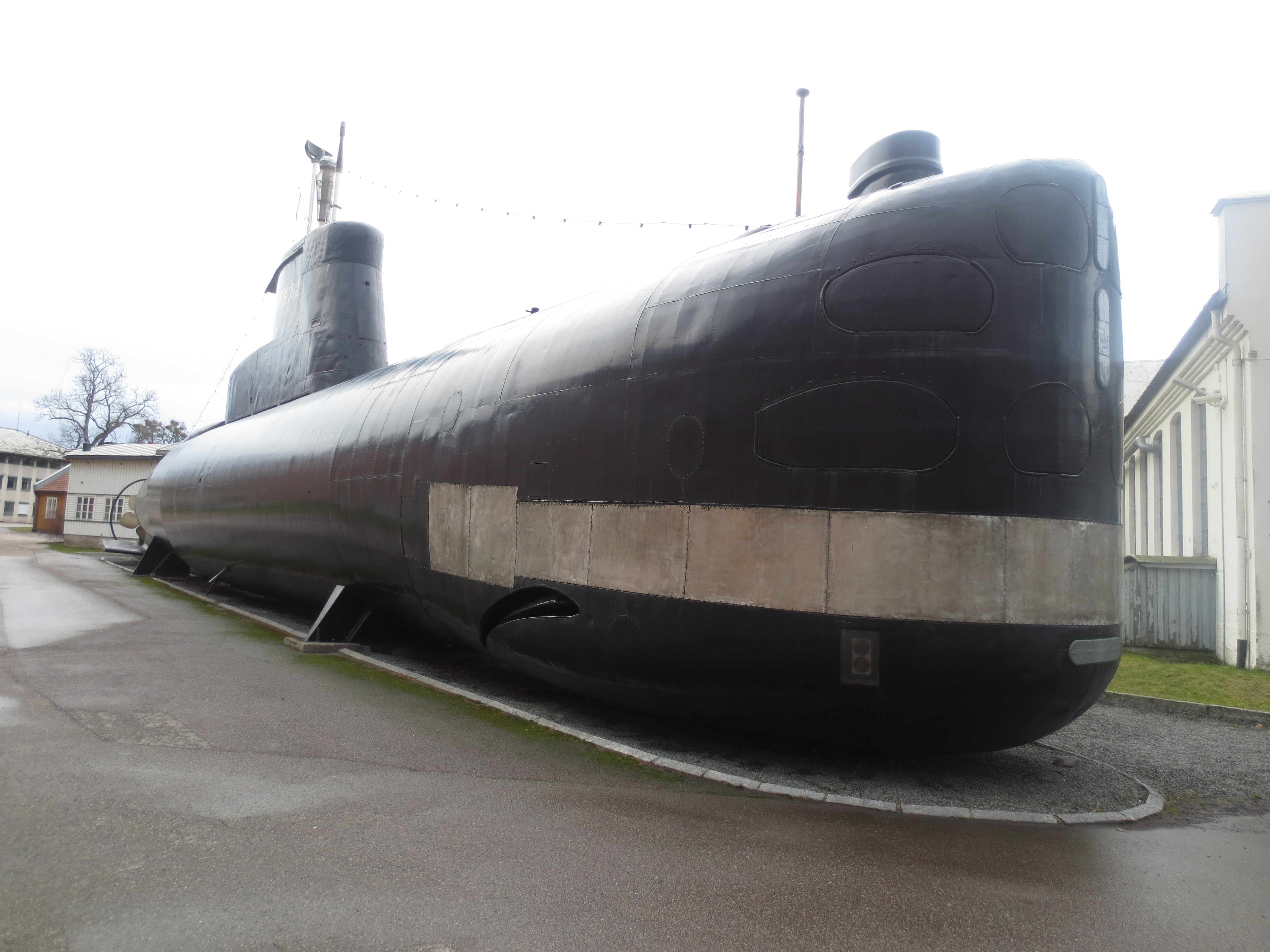
El submarino KNM Utstein

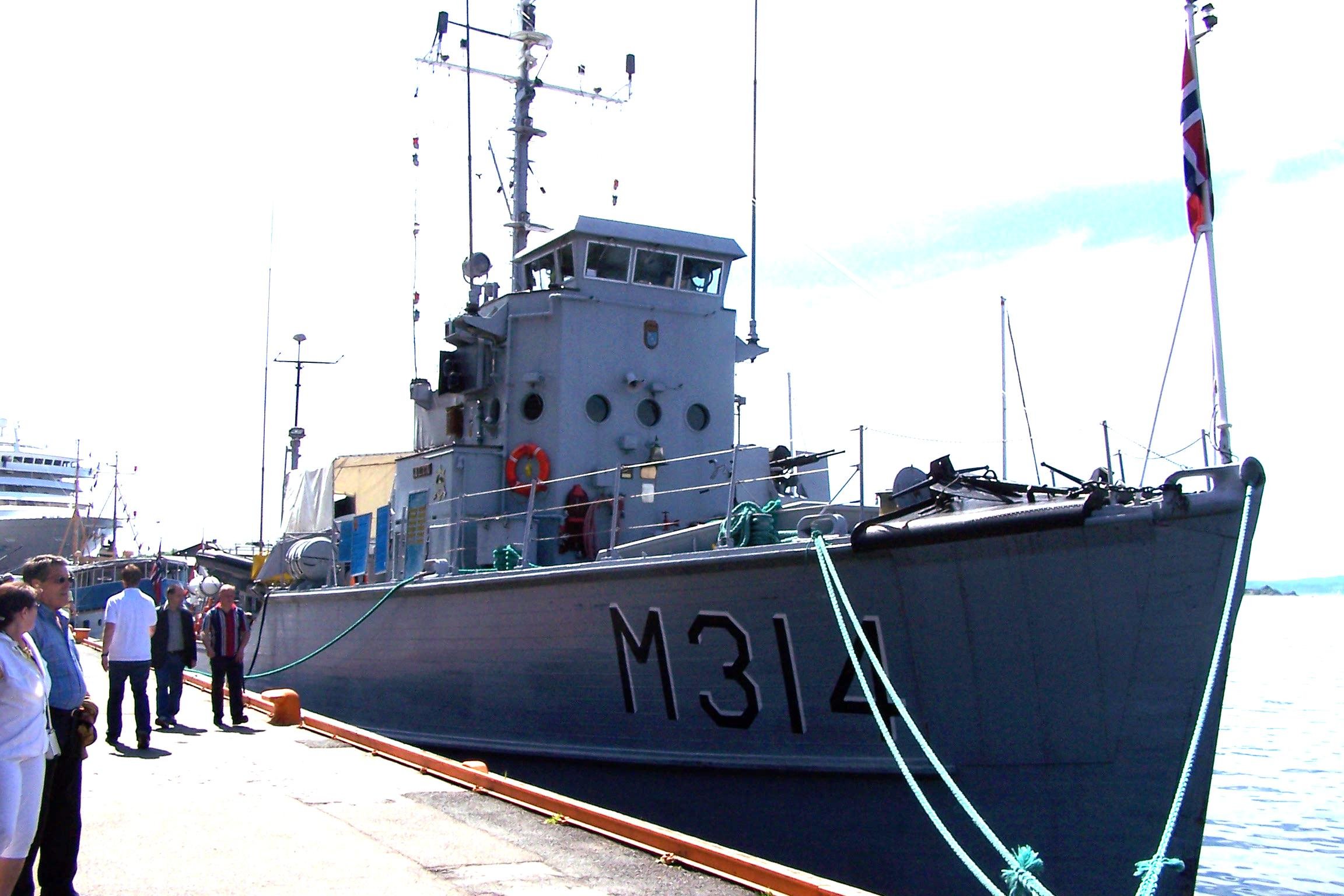
El buscaminas KNM Alta

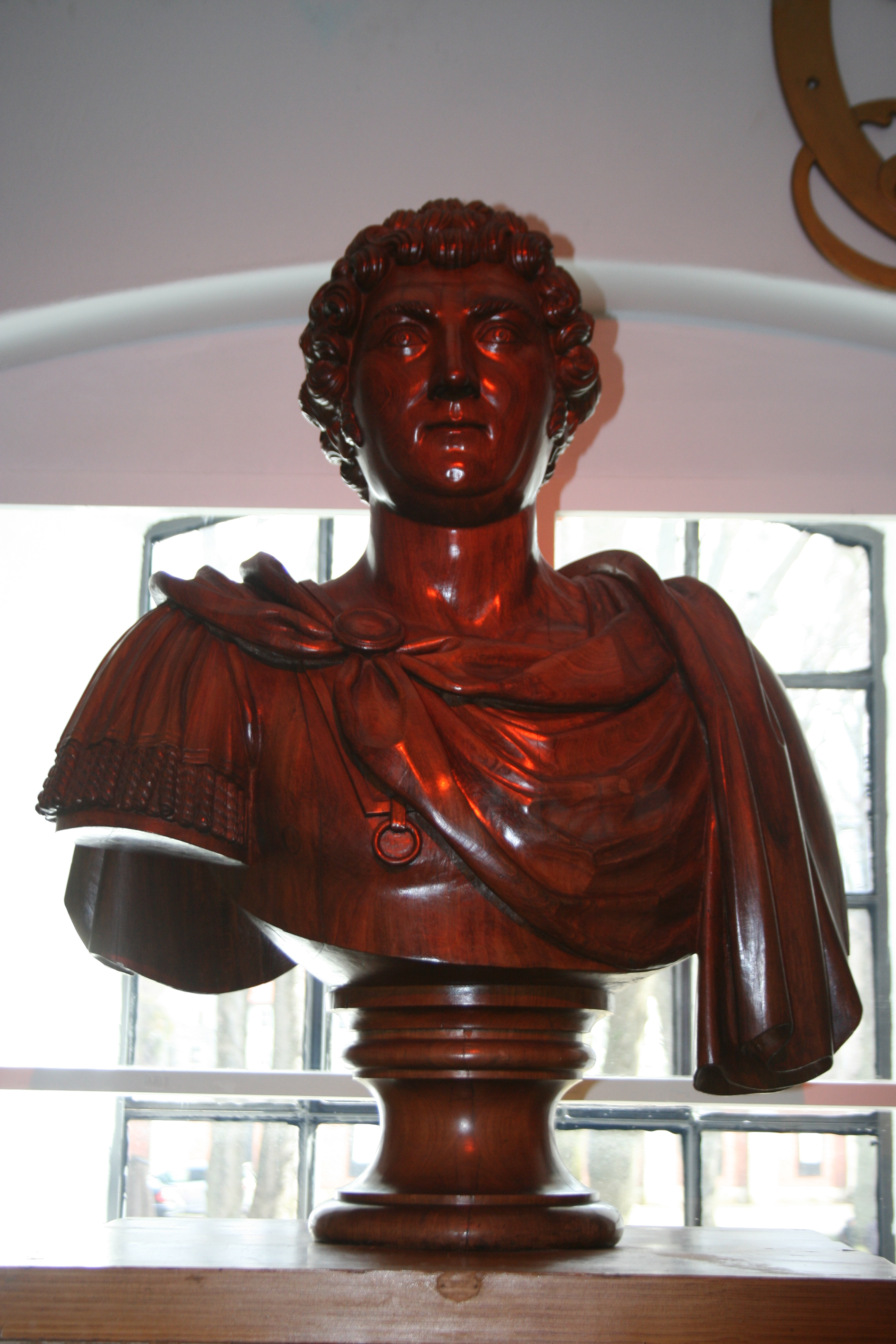
Busto de Carlos III Juan de Noruega

## Descripción
La exhibición incluye una serie de barcos retirados de la armada noruega, numerosas piezas de equipo militar usado por las armadas noruegas, aliadas y alemanas, y modelos de barcos, cuadros, fotos y estatuas, incluida una de bronce del perro Bamse, considerado héroe de guerra. Adicionalmente, el museo ofrece acceso a materiales de investigación histórica y tours guiados.
En 1980 la antigua biblioteca de la armada noruega (fundada en 1805), la cual cuenta con unos 25 000 libros, se mudó al museo. Adicionalmente, la armada ha conservado la totalidad de los diarios de a bordo desde 1814 hasta la actualidad. El museo conserva también los planos de diseño de muchos de los buques de la armada y cuenta con un archivo de reglas y normativas de la armada desde 1750, con unos 4 500 volúmenes.

### Exhibiciones permanentes
Entre las exhibiciones permanentes del museo se incluyen:
- Las hazañas de la gran la Armada Real Noruego-Danesa en el siglo XVI y finales del siglo XVII, con el héroe noruego Peter Wessel "Tordenskjold" y la base de Fredriksværn como protagonistas.
- Las guerras noruego-inglesas en 1801 (batalla de Copenhague) y 1807-1814 (guerra de las Cañoneras).[5]
- El desarrollo de una armada noruega independiente después de 1814, con énfasis en la principal base naval de Horten.
- La disolución de la unión con Suecia en 1905 y los períodos de antes y después de la Primera Guerra Mundial.[5]
- Segunda Guerra Mundial: La invasión de noruega, la campaña de Noruega y la reorganización de la armada noruega en el Reino Unido.
- Un espacio propio para cada clase naval, su diseño, desarrollo y servicio.
- Más de 150 modelos de buques.

### Buques exhibidos
- KNM Alta, un dragaminas de la clase Sauda, uno de dos barcos de la colección que aún están operativos, con base en Oslo.
- KNM Blink, un buque patrullero de la clase Storm.
- KNM Hitra, un Shetland bus, el otro barco que sigue operativo, con base en Bergen.
- KNM Narvik, una frigata de la clase Oslo.[6]
- KNM Rap, el primer buque torpedero del mundo.
- KNM Skrei, un buque patrullero de la clase Tjeld.
- KNM Utstein, un submarino de la clase Kobben.

Entre los barcos exhibidos, tanto el patrullero KNM Blink como el submarino KNM Utstein están completamente abiertos al público. 